# Tribute (película de 2009)
Tribute (en España, El legado de Janet Hardy), también conocida como Nora Roberts' Tribute, es un telefilme dirigido por Martha Coolidge, que protagoniza Brittany Murphy y Jason Lewis. La película está basada en la novela de Nora Roberts del mismo nombre. Y es parte de la colección de películas de Norta Roberts, que incluye; Northern Lights, Midgnith Bayou, y High Noon. La película se estrenó el 11 de abril de 2009 en Lifetime.

## Trama
La película gira en torno a la ex estrella infantil, Cilla McGowan (Murphy), quien ha encontrado un trabajo más satisfactorio, restaurando casas antiguas. En busca de una vida normal, Cilla le compra la casa de su abuela en Virginia, para rescatarla de la ruina.
La esperanza de Cilla por serenidad pronto se ve eclipsada por sueños inquietantes de su abuela famosa, quien murió por una supuesta sobredosis en la casa, hace más de 30 años. Cilla pronto comienza una relación romántica con Ford Sawyer (Lewis), su vecino guapo, quien últimamente la confronta y la protege cuando sus oscuros sueños y secretos de familia se convierten en una pesadilla de vida real.

## Elenco
- Brittany Murphy como Cilla McGowan.
- Jason Lewis como Ford Sawyer.
- Christian Oliver como Steve Chensky.
- Diana Scarwid como Cathy Morrow.
- Tippi Hedren como Hennessey.
- Tiffany Morgan como Janet.
- Griff Furst como Brian Morrow.
- Blake Nelson Boyd como Tocador de Piano.
- Mark Wilson como Det. Alvin Wilson.